# گریگوری تور
گریگوری تور (انگلیسی: Gregory of Tours؛ ۳۰ نوامبر ۵۳۸ – ۱۷ نوامبر ۵۹۳ یا ۵۹۴)، مورخ گل-رومی و اسقف شهر تور که این منطقه توسط رومیان گل نامیده می‌شد. وی با نام گورگیورس فلورنتیوس به دنیا و بعدها نام گریگوریوس به افتخار پدربزرگ مادری خود، به اسم خود اضافه کرد. وی برای منبعی دسته اول برای تاریخ مروونژیان به حساب می‌آید و مهم‌ترین کار وی دِکِم لیبری هیستوریاروم (ده کتاب تاریخ) است. همچنین وی به‌خاطر گزارش‌هایی که از معجزات قدیس‌ها، مخصوصا چهار کتاب معجزه مارتین تور، شناخته می‌شود.